# Сива копрена
Сива копрена  је пролазно затамњење или замагљење светлости и боје, понекад праћено губитком периферног вида, као последица смањеног ретиналног прилива крви и праћена је сужењем видног поља (у виду тунелског вида).
Сива копрена може бити и претеча пролазног губитка свести (синкопе)  или црне копрене ( привремени губитак вида у току убрзања услед недовољне ретиналне перфузије крви, који претходи губитку свести) и узроковано је хипоксијом (низак ниво кисеоника у мозгу), често услед губитка крвног притиска.
Опоравак је обично брз. Сивило се може лако преокренути у лежећем положају јер кардиоваскуларни систем не мора да ради против гравитације да би крв стигла до мозга.

## Етиологија
Сива копрена има  различите могуће узроке:
- Шок, као што је хиповолемија, чак и у благом облику, као што је вађење крви.
- Изненадно устајање (ортостатска хипотензија), посебно код мамурних или особа који имају низак крвни притисак.
- Умор
- Хипервентилација, парадоксално: самоиндукована хипокапнија, као што је игра несвестице или замрачење у плиткој води.
- Пренапрезање у ваздухопловству.
- Напад панике

### Фактори ризика
- Извођење маневара са великим убрзањем током летења у ваздухопловству.
- Спуштање на ролеркостеру када је особа изложена дејству позитивних г-сила, посебно у вертикалним петљама и спиралам

## Сива копрена у ваздухопловству
Пилоти авиона могу да доживе сиву копрену када су изложени  високим вредностима позитивне г-силе у маневрима ваздухопловом као што је петља или уско скретање, што тера крв у доње екстремитете тела и снижава крвни притисак у мозгу. Како највећи крвни судови теку паралелно са уздужном осовином тела, центрифугална сила која делује у смеру глава - седиште потискује крв из горњих делова тела у доње. Крв из главе и врата сакупља се у крвним судовима изнад срца, а крв из осталих делова тела сакупља се у трбушној дупљи и доњим екстремитетима. Недостатак крви у мозгу изазива хипоксију, појаву несвестице и сиву копрену.
Ово је обрнуто од црвене копрене, која је резултат негативних г-сила узрокованих извођењем спољне петље, односно гурањем носа авиона надоле. Црвена копрена је опаснија  јер може изазвати оштећење мрежњаче и хеморагични мождани удар.
Пилоти авиона високих перформанси могу повећати своју отпорност на сиву копрену  коришћењем заштитног ант г-одела, које контролише накупљање крви у доњим удовима, док још увек не постоји одело које би могло да контролише црвену копрену. У оба случаја, симптоми се могу одмах отклонити ублажавањем притиска на команде ваздухоплова и корекцију лета. Континуирана или тешка г-сила ће брзо напредовати до г-ЛОЦ (губитак свести изазван г-силом). Необучени појединци могу да издрже приближно 4г, док су борбени пилоти са г-оделима обучени да изводе маневре од 9г.
Изненађујуће, чак и током изражене сиве копренеа, где је визуелни систем озбиљно оштећен, пилоти и даље могу да чују, осећају и говоре.  Црна копрена сивило и губитак свести су одвојени догађаји.